# Chris Gloster
Christopher „Chris“ Gloster (* 28. Juli 2000 in Montclair, New Jersey) ist ein US-amerikanischer Fußballspieler auf der Position eines Abwehrspielers.

## Vereinskarriere

### Karrierebeginn in den Vereinigten Staaten und Deutschland
Chris Gloster wurde am 28. Juli 2000 im Township Montclair im US-Bundesstaat New Jersey geboren. Hier wuchs er auch auf, trat von 2007 bis 2011 für den Nachwuchsausbildungsverein Montclair United SC in Erscheinung und besuchte die Montclair High School, an der er ebenfalls dem Schulfußballteam angehörte. 2011 schloss er sich den New Egypt Bohemians an und spielte parallel dazu auch bereits für die FC Jersey Galacticos. Während er erstgenanntes Team bereits 2012 wieder verließ, gehörte er den Galacticos bis 2013 an, ehe er in die Jugendabteilung des Major-League-Soccer-Franchises New York Red Bulls wechselte. Bei den Red Bulls durchlief er sämtliche Altersklassen und wurde laufend in die Nachwuchsnationalmannschaften des US-amerikanischen Fußballverbands einberufen. In der Saison 2015/16 gehörte er der U-15-/U-16-Akademiemannschaft an und absolvierte für diese zwölf Partien in der regulären Spielzeit; hinzu kamen daraufhin auch noch drei Einsätze in den Play-offs.
Für das Spieljahr 2016 wurde er kurzzeitig auch zu den New York Red Bulls II, dem zweiten Profiteam des MLS-Franchises, mit Spielbetrieb in der damals noch drittklassigen United Soccer League (USL) beordert. Dort gab er am 13. August 2016 bei einem 5:1-Heimsieg über Orlando City B seine Profidebüt, als er von Beginn an im Einsatz war und in der 87. Spielminute von Trainer John Wolyniec durch Ben Mines ersetzt wurde. Bei seinem Debütspiel war er mit 16 Jahren und 16 Tagen der zu diesem Zeitpunkt jüngste von Beginn an eingesetzte Spieler in der Geschichte der USL. Bei den New York Red Bulls II, die in weiterer Folge als Meister der United Soccer League 2016 hervorgingen, wurde er daraufhin in keinem weiteren Ligaspiel mehr berücksichtigt und verbrachte seine Zeit wieder in der Nachwuchsabteilung, bei der er jedoch auch nur selten zu Einsätzen kam. So weist die U.S. Soccer Development Academy lediglich drei Meisterschaftseinsätze Glosters für das U-17-/U-18-Team in der Saison 2016/17 aus.
Nachdem er bei einem zweiwöchigen Probetraining überzeugen konnte, wurde Chris Gloster im März 2018 für die nachfolgende Saison 2018/19 von Hannover 96 unter Vertrag genommen. Bei den Hannoveranern sollte er über die A-Jugend und die zweite Mannschaft den Weg in den Profifußball finden. Akademieleiter Michael Tarnat setzte ihn aus diesem Grund zuerst parallel bei den A-Junioren ein. Bis Ende Oktober 2018 spielte er 4-mal in der A-Junioren-Bundesliga. In der zweiten Mannschaft kam Gloster über die gesamte Spielzeit hinweg zu 16 Einsätzen in der viertklassigen Regionalliga Nord.
Zur Saison 2019/20 rückte Gloster in die erste Mannschaft von Mirko Slomka auf, die in der Vorsaison in die 2. Bundesliga abgestiegen war, verließ den Verein aber nach dem 2. Spieltag ohne eingesetzt zu werden.

### Fußballprofi bei der PSV Eindhoven
Am 9. August 2019 wurde Glosters Wechsel zur PSV Eindhoven bestätigt. Der US-amerikanische Juniorennationalspieler kommt vorerst in der zweiten Mannschaft zum Einsatz, die in der Eerste Divisie – der zweiten Liga im niederländischen Profilfußball – antritt.

## Nationalmannschaftskarriere
Erste Erfahrungen in einer Nationalauswahl des US-amerikanischen Fußballverbands sammelte Gloster im Sommer 2014, als er von Brian Johnson in die US-amerikanische U-14-Auswahl geholt wurde. Unter John Hackworth schaffte er es noch im Dezember desselben Jahres in die US-amerikanische U-15-Nationalmannschaft, für die er auch 2015 noch mehrmals zum Einsatz kam und unter anderem im November 2015 an einem kleinen Turnier teilnahm. Bereits im Januar 2016 war Gloster im ebenfalls von Hackworth trainierten US-amerikanischen U-17-Aufgebot im Einsatz. Im April 2016 wurde er für zwei freundschaftliche Länderspiele gegen Kanada in die U-17-Nationalmannschaft berufen und in weiterer Folge auch in beiden Partien eingesetzt. Im Mai war er daraufhin Teil des 23-köpfigen Spieleraufgebots, das am AIFF Youth Cup in Goa, Indien, teilnahm. Bei diesem Turnier kam Gloster zu regelmäßigen Einsätzen und zog mit der Mannschaft ins Finale ein; dieses wurde jedoch mit 1:2 nach der Verlängerung gegen die Alterskollegen aus Südkorea verloren. Nach weiteren Einsätzen im August und September 2016 kam der junge Abwehrspieler auch in den Monaten Oktober, November und Dezember zu regelmäßigen Einsätzen in Trainingscamps und freundschaftlichen Länderspielen. In das Jahr 2017 startete Gloser mit einer Einberufung in die Saisonvorbereitung in Bradenton, Florida, im Januar. Auf ein zwischen Ende Februar und Anfang März 2017 stattfindendes Trainingscamp, dem der Defensivakteur beiwohnte, folgte noch im März die Einberufung auf die Vorbereitungsspiele vor dem Start der U-17-WM-Qualifikationsspiele.
Im darauffolgenden April und Mai war er Mitglied des 20-köpfigen US-amerikanischen Spieleraufgebots, das an der CONCACAF U-17-Meisterschaft des Jahres 2017 in Panama teilnahm. Im Turnier schaffte er es mit seiner Mannschaft bis ins Finale und unterlag in diesem erst im Elfmeterschießen den gleichaltrigen Mexikanern; über den gesamten Turnierverlauf war Gloster in fünf der sechs Länderspiele seines Heimatlandes im Einsatz. Durch diese Platzierung beim CONCACAF-Cup schafften die US-Amerikaner den Einzug in die U-17-Weltmeisterschaft 2017 in Indien. Davor bereitete er sich mit den U-17-Junioren auf die Weltmeisterschaft vor und nahm unter anderem im Juni und Juli 2017 an internationalen Turnieren und anderen Freundschaftsspielen teil. Im August nahm er mit der Mannschaft an einem WM-Vorbereitungscamp teil und absolvierte einige Partien im Václav-Ježek-Gedächtnisturnier, ehe er von Hackworth am 21. September 2017 in den 21-Mann-Kader für die WM-Endrunde in Indien einberufen wurde. Nachdem ihn Hackworth in den 21-Mann-Kader dieser Endrunde geholt hatte, kam der junge Defensivakteur in allen fünf Spielen seiner Mannschaft zum Einsatz. Nach einem dritten Platz in der Gruppe A und dem damit verbundenen Einzug in die K.o.-Phase schied die Mannschaft nach einem 5:0-Kantersieg über Paraguay im Achtelfinale in der nachfolgenden Viertelfinalpartie gegen die englische U-17-Auswahl aus. Wie bereits in der Vorbereitung auf die Weltmeisterschaft, kam er auch nach dieser wieder in einigen Freundschaftsspielen zum Einsatz.
Im Januar 2018 gehörte er daraufhin bereits dem US-amerikanischen U-19-Kader an und nahm mit diesem an einem 153 Spieler der US-amerikanischen Nachwuchsnationalmannschaften umfassenden Trainingscamp in Lakewood Ranch, Florida, teil. In einem im Mai 2018 stattfindenden Turnier in der Slowakei trat Gloster erstmals als Mannschaftskapitän in Erscheinung und beendete das Turnier mit den US-Amerikanern auf dem dritten Platz. Torschützenkönig wurde mit fünf Treffern aus vier Spielen sein späterer Teamkollege im Nachwuchs von Hannover, Sebastian Soto. Im Juli 2018 erfolgte Glosters erste Einberufung in die U-20-Nationalmannschaft der Vereinigten Staaten, wobei er unter U-20-Nationaltrainer Tab Ramos an einem Trainingscamp in North Carolina teilnahm.